# Камінський Федір Федорович
Камі́нський Фе́дір Фе́дорович (рр. н. і см. невід.) — український живописець XVIII століття.
В 1738—1739 разом з Василем Романовичем Федір Камінський розписав Борисоглібську церкву на Подолі в Києві (розписи не збереглися). За описами, вони були виконані в стилі бароко.